# Кентай
Кентай (каз. Кентай) — село в Меркенском районе Жамбылской области Казахстана. Входит в состав Кенесского сельского округа. Код КАТО — 315437800.

## Население
В 1999 году население села составляло 649 человек (321 мужчина и 328 женщин). По данным переписи 2009 года, в селе проживало 656 человек (328 мужчин и 328 женщин).